# Royaume de Pajajaran
1333–1579
Entités précédentes :
- Royaume de Sunda

Entités suivantes :
- Sultanat de Banten

Pajajaran est le nom d'un royaume dans l'ouest de Java. Sa capitale, Pakuan, se trouvait à l'emplacement de l'actuelle ville de Bogor, à 60 km au sud de Jakarta, en amont sur la rivière Ciliwung. Pajajaran est au cœur de l'identité des Sundanais de l'ouest de Java. Leur tradition date sa fondation en 1333.
Royaume de l'intérieur, Pajajaran avait comme débouché maritime deux ports sous son contrôle : Kalapa, à l'embouchure de la Ciliwung (dans le nord de l'actuelle Jakarta) et Banten. En 1513, une ambassade portugaise vient à Kalapa. Les Portugais cherchent à s'établir sur la côte nord de Java pour pouvoir centraliser leurs activités commerciales dans l'archipel indonésien, qui portaient notamment sur le poivre et l'indigo de l'ouest de Java, le clou de girofle des Moluques et les bois précieux et le camphre de Sumatra.

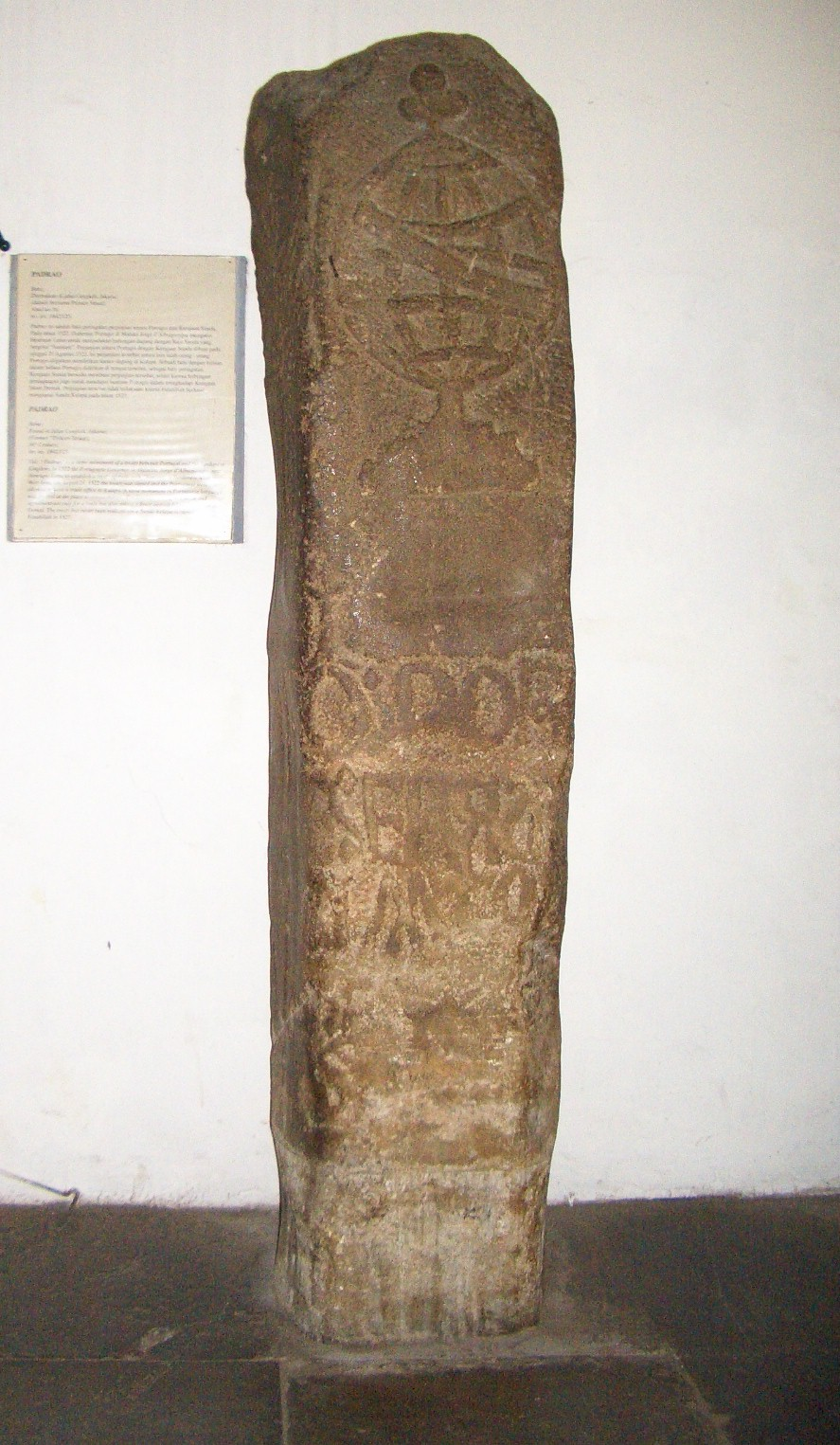
Le padrão témoignant du traité d'alliance luso-sundanais à Jakarta

En 1522, Pajajaran signe un traité d'alliance et d'amitié avec les Portugais, qui autorise ces derniers à construire un entrepôt et un fortin à Kalapa. Pajajaran espérait que la présence de marchands étrangers et de soldats portugais le protègerait de la puissance montante de Demak, qui avait déjà conquis Cirebon à l'est et Banten à l'ouest. Une inscription trouvée près de Bogor dit d'ailleurs que le roi Sri Baduga Maharaja (règne 1482-1521), qu'on pense être le mythique Siliwangi des chansons de geste sundanaises, a ordonné le creusement d'un fossé autour de la capitale.
En 1527 Fatahillah, un prince de Banten, conquiert Kalapa et la rebaptise Jayakarta (“acte victorieux” en sanscrit). Banten soumet Pajajaran en 1579, mettant fin au dernier royaume hindouiste sundanais. La cour se réfugie à Sumedang, à l'est de l'actuelle Bandung.

## Les rois de Pajajaran
- 1333-1350 Sri Baduga Maharaja
- 1350-1357 Prebu Maharaja
- 1357-1371 Garbamenak régent
- 1371-...  Siliwangi
- ... -1482 Guru Gantangan
- 1482-1521 Sang Ratu Jayadewanata
- 1521-1535 Surawisesa ou Pucuk Umun
- 1535-1543 Ratudewata
- 1543-1551 Sang Ratu Saksi
- 1551-1567 Tohaan di Mjaya
- 1567-1579 Seda Nusiya Mulya
- 1579 chute du royaume

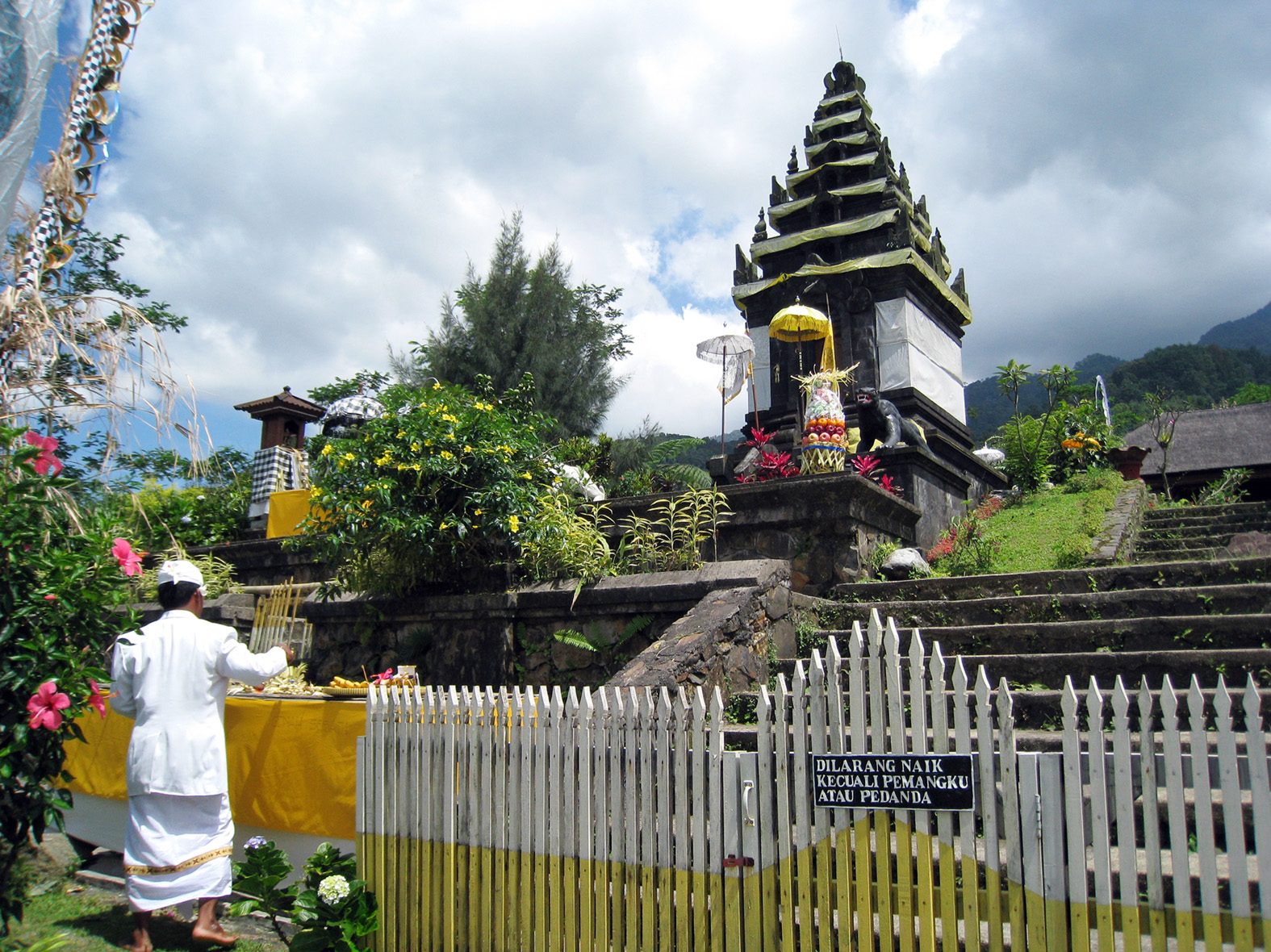
Le Candi Siliwangi dédié au roi du même nom, dans le temple balinais Pura Parahyangan Agung Jagatkartta à Bogor
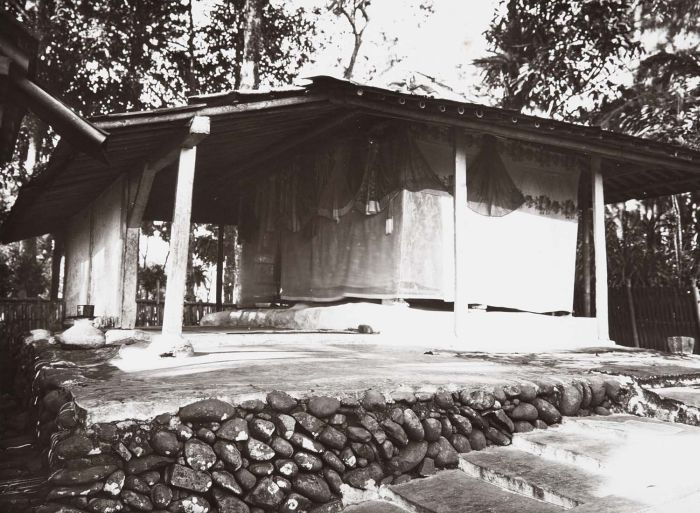
Tombe d'un prince de Pajajaran près de Bogor